# Philipp Hurepel
Philipp Hurepel (französisch Philippe Hurepel; * ca. 1200; † Januar 1234) war ein Prinz der französischen Königsdynastie der Kapetinger als jüngerer Sohn des Königs Philipp II. August aus dessen dritter bigamistischer Ehe mit Agnes von Meranien. Sein Beiname bedeutet so viel wie „Borstenhaut“ oder „der Borstige“, wohl wegen einer borstigen Kopfbehaarung.

## Leben

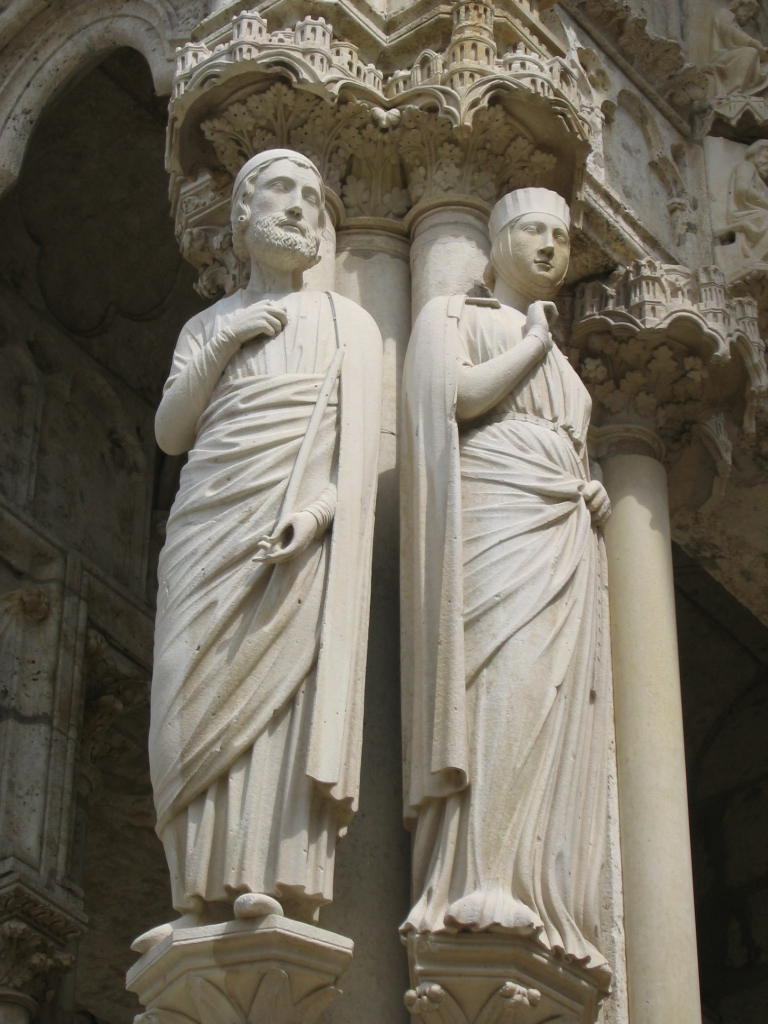
Statuengruppe des Prinzen Philipp „dem Borstigen“ und der Mathilde von Dammartin an der Fassade der Kathedrale von Chartres.

Philipp war das zweite Kind seiner Eltern und vermutlich um das Jahr 1199/1200 geboren; seine Mutter starb am 29. Juli 1201 bei der Niederkunft eines dritten Kindes. Die im Jahr 1196 geschlossene Ehe der Eltern war nach kanonischem Recht ungültig, da König Philipp II. zu diesem Zeitpunkt bereits in einer rechtsgültigen Ehe mit Ingeborg von Dänemark lebte. Folglich waren Philipp und seine ältere Vollschwester Maria von illegitimer Geburt. Nachdem aber ihr Vater nach dem Tod der Agnes die Ehe mit Ingeborg formell wieder aufgenommen hatte, wurde ihr rechtlicher Status kraft einer päpstlichen Bulle vom 2. November 1201 voll legitimiert.
Bereits im August 1201 war der erst etwa einjährige Philipp in Compiègne von seinem Vater mit der nur unwesentlich älteren Mathilde († 1259) verlobt wurden, der Erbtochter Graf Rainalds I. von Dammartin und Boulogne, was übrigens seine älteste urkundliche Erwähnung darstellt. Das Verlöbnis ist im Mai 1210 in Saint-Germain-en-Laye erneuert wurden und hat auch die folgende Felonie des Rainald von Dammartin am König überdauert, die in seiner Gefangennahme in der Schlacht von Bouvines am 27. Juli 1214 gipfelte. Wann die Ehe rechtsgültig formalisiert worden war, ist unklar, aber bis spätestens zum Jahr 1218, als Mathilde in einer königlichen Urkunde erstmals mit der Titulatur „Gräfin von Dammartin“ genannt wird, dürfte dies geschehen sein. Philipp selbst ist bis spätestens 1220 von seinem Vater mit den Grafschaften Clermont und zu Teilen der Grafschaften Mortain und Aumale als eigene Apanagen beliehen wurden. Am 17. Mai 1222 ist er vom Grafen der Champagne zum Ritter geschlagen und kurz darauf im September desselben Jahres im Testament seines Vaters mit einem Gelderbe bedacht wurden. Nach dem Tod des Vaters wird er im August 1223 in einer Urkunde seiner Stiefmutter Ingeborg erstmals mit dem Titel „Graf von Boulogne“ genannt, den er zwar nur aus dem Erbrecht seiner Frau (iure uxoris) hielt, aber in allen seinen Urkunden fortan bevorzugt verwendet hat. Von seinem Halbbruder Ludwig VIII. ist er im Februar 1224 in Melun in seinen eigenen wie auch in den Besitzungen seiner Frau bestätigt wurden.
Seinem Halbbruder ist Philipp ein getreuer Gefolgsmann geblieben. 1224 hat er ihn auf den Feldzug in das Poitou gegen die Plantagenêts und 1226 auf den Albigenserkreuzzug begleitet. Im November 1226 war er am Sterbebett des Bruders in Montpensier. Als ältester lebende Kapetinger hatte Philipp nun Ansprüche auf die Regentschaft für seinen unmündigen Neffen König Ludwig IX. stellen können, hat sich zunächst aber nicht deren Übernahme durch seine Schwägerin Blanka von Kastilien entgegengestellt, wohl auch weil diese an der weiteren Gefangenschaft seines Schwiegervaters festhielt. Doch nur kurz nach dessen Tod 1227 hat sich Philipp im Herbst desselben Jahres doch dem Aufstand der Barone um seinen Vetter Peter Mauclerc angeschlossen. Als er jedoch schnell seine Unterlegenheit gegenüber den mit der Regentin verbündeten Grafen Theobald von Champagne und Ferdinand von Flandern erkannte, unterwarf er sich der Regentin und wurde dafür begnadigt. In der Politik spielte er fortan keine weitere Rolle mehr.
Philipps letzte ausgestellte Urkunde datiert auf dem Mai 1233 und gegen Ende jenes Jahres hat er sein Testament verfasst. Die meisten Chronisten verorten seinen Tod ebenfalls in dieses Jahr, da aber unter anderem das Nekrolog der Abtei von Vauluisant den 19. Januar als seinen Todestag verzeichnet, wird er in das Jahr 1234 zu legen sein. Auch Alberich von Trois-Fontaines nennt dieses Todesjahr und vermerkte die Bestattung Philipps in der Abtei Saint-Denis. Das Philipp am 13. Juli 1234 in Nijmegen in Folge eines Unfalls in einem Tjost mit Graf Florens IV. von Holland gestorben sei entbehrt jeder historiographischen Grundlage; keine erzählende Chronik und keine Urkunde bringen ihn mit diesem Turnier in Verbindung bzw. lassen schlussfolgern, dass er über den Januar 1234 hinaus noch am Leben gewesen wäre.

## Nachkommen
Aus der Ehe mit Mathilde von Dammartin ist die Tochter Johanna († Januar 1252) hervorgegangen, welche Clermont erbte und die 1236 mit Walter von Châtillon († 1250), Erbe von Nevers, Auxerre und Tonnerre, verlobt wurde. Entgegen allen späteren Behauptungen hatten Philipp und Mathilde keinen gemeinsamen Sohn namens Alberich (Aubry), der auf das elterliche Erbe zugunsten eines Lebens in England verzichtet und dort einen Sohn mit einer Tochter des „Königs Simon von England“ verheiratet habe. Diese eher legendenhaft anmutenden und unbelegten Informationen stammen aus den wenig zuverlässigen Werken des Jean-François Dreux du Radier aus dem 18. Jahrhundert. Aber ein Sohn wird weder im Testament Philipps noch in irgendeinem anderen Dokument von ihm und seiner Frau erwähnt.

## Wappen

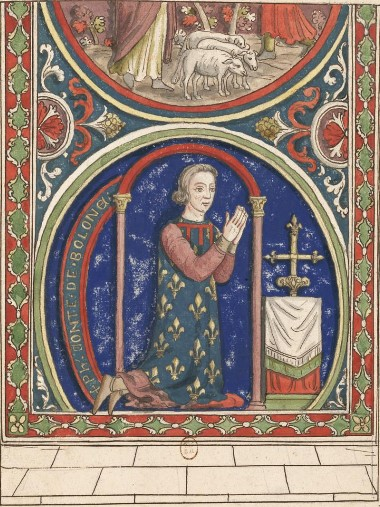
Philipp Hurepel (Ph.CONTE DE BOLONA) dargestellt in einem Glasfenster der Kathedrale von Chartres.

Philipp Hurepel war der erste jüngere Königssohn aus der Kapetingerdynastie, der die königlichen Lilien in sein Wappen aufgenommen hat. In einem als Zeichnung erhaltene Darstellung von einem Glasfenster der Kathedrale von Chartres trägt er auf einem blauen Mantel goldene eine Fleur de lys und einen roten Turnierkragen, welcher fortan das Attribut jedes Zweitgeborenen Königssohnes wurde. Für sein Siegel verwendete er eine Fleur de lys und den Buchstaben P (Une fleur de lys, accompagnée des lettres P.). Diesem Beispiel folgten nach ihm alle anderen jüngere Prinzen, die damit ihre Aszendenz auf die königliche Dynastie für sich und ihre Nachkommen unterstrichen. Unter anderem daraus entwickelten die Nachkommen von Königen im weiteren Verlauf des Mittelalters ein Selbstverständnis Prinzen von Geblüt zu sein.

## Urkundenverzeichnisse
- Delisle, Léopold, Catalogue des actes de Philippe-Auguste. Paris, 1856.
- Potthast, August, Regesta Pontificium Romanorum, 2 Bände. Berlin, 1874–1875.
- Teulet, Alexandre, Layettes du Trésor des Chartes, Bände 1 und 2. Paris, 1863–1909.